# Glenpool
Glenpool é uma cidade localizada no estado norte-americano de Oklahoma, no Condado de Tulsa.

## Demografia
Segundo o censo norte-americano de 2000, a sua população era de 8123 habitantes.
Em 2006, foi estimada uma população de 9142, um aumento de 1019 (12.5%).

## Geografia
De acordo com o United States Census Bureau tem uma área de
24,1 km², dos quais 24,1 km² cobertos por terra e 0,0 km² cobertos por água.

## Localidades na vizinhança
O diagrama seguinte representa as localidades num raio de 12 km ao redor de Glenpool.